# 鬼塚古墳 (玖珠町)
鬼塚古墳（おにづかこふん）は、大分県玖珠郡玖珠町小田（おた）にある古墳。形状は円墳。大分県指定史跡に指定されている。

## 概要
大分県西部、玖珠盆地西部の玖珠川南岸、伐株山西麓の小扇状地上に築造された古墳である。現在は墳丘外表は河原石で覆われ、墳頂には小社の社殿が建てられている。これまでに発掘調査は実施されていない。
墳丘の周囲は削平されており、現在の墳丘は直径約12メートル・高さ約4メートルの円墳状を呈する。埋葬施設は両袖式の横穴式石室で、西方向に開口する。玄室・前室・羨道からなる複室構造で、玄室奥壁・玄室左右側壁・玄門右前面には赤色顔料を主体とする同心円文・円文などの装飾が認められる。石室内の副葬品は詳らかでない。
築造時期は、古墳時代後期の6世紀後半ごろと推定される。玖珠川左岸における首長墓として位置づけられ、装飾の絵柄から日岡古墳（福岡県うきは市）など筑後・浮羽地域との交流が示唆される。
古墳域は1953年（昭和28年）に大分県指定史跡に指定されている。現在では石室内への立ち入りは制限されている。

## 埋葬施設

石室俯瞰図

石室展開図

埋葬施設としては両袖式横穴式石室が構築されており、西方向に開口する。玄室・前室・羨道からなる複室構造の石室である。石室の規模は次の通り。
- 玄室：長さ約3メートル、幅2.2メートル、高さ3メートル
- 前室：長さ1.6メートル、幅1.6メートル、高さ2.1メートル

玄室の平面形はやや胴張りである。玄室奥壁、玄室左右側壁、玄門右前面の4箇所で装飾が認められる。装飾は赤色顔料を基本とするが、一部に白色・黄色の顔料が認められる。玄室奥壁中央部には大形の三重の同心円文を、その上部には舟を表した弧状の文様を描き、大形の同心円文の周辺に小形の同心円文や円文などを描く。玄室右側壁では同心円文・円文を、左側壁では円文や人物を描く。また玄門右前面では、車輪状文・円文を描く。

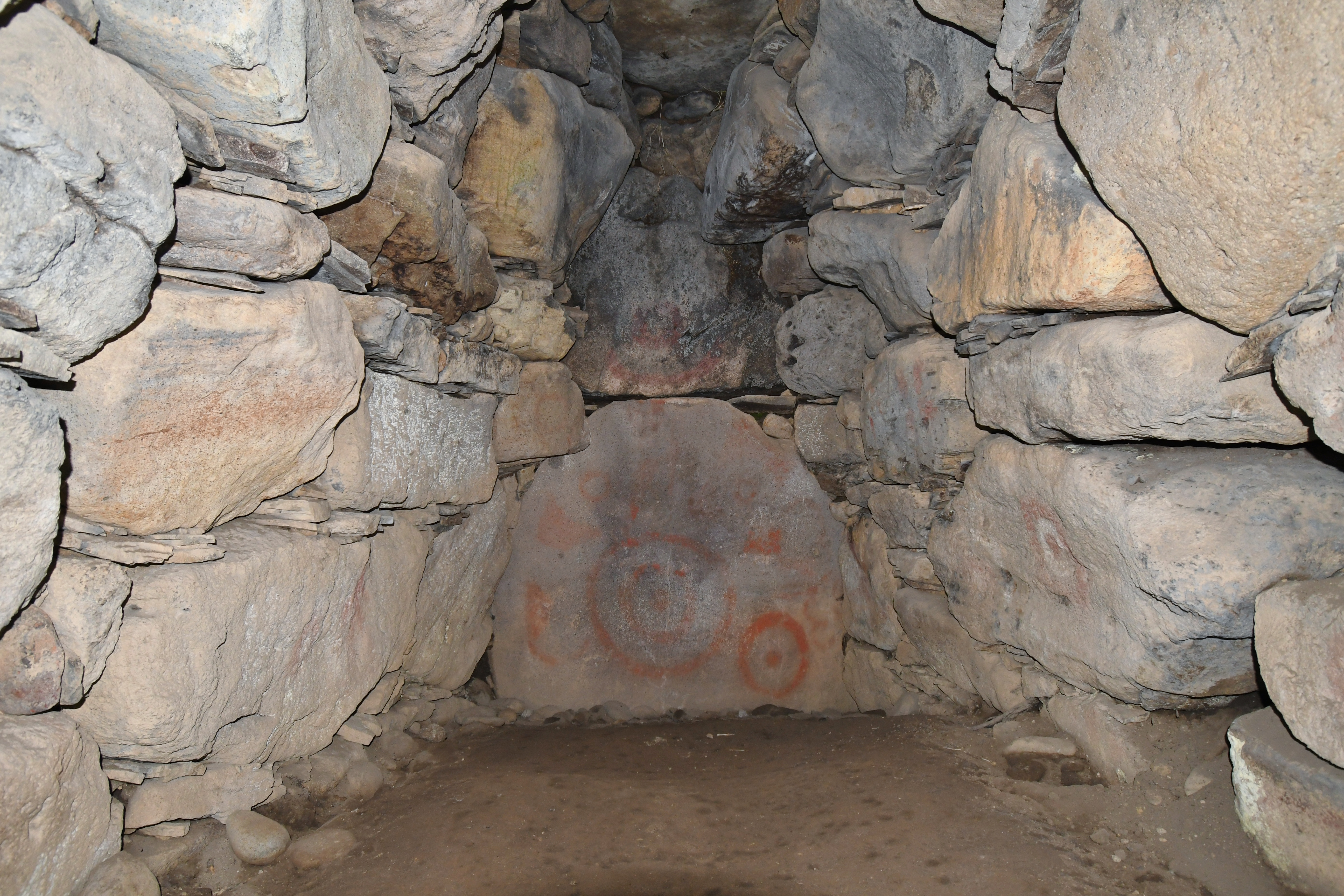
玄室（奥壁方向）
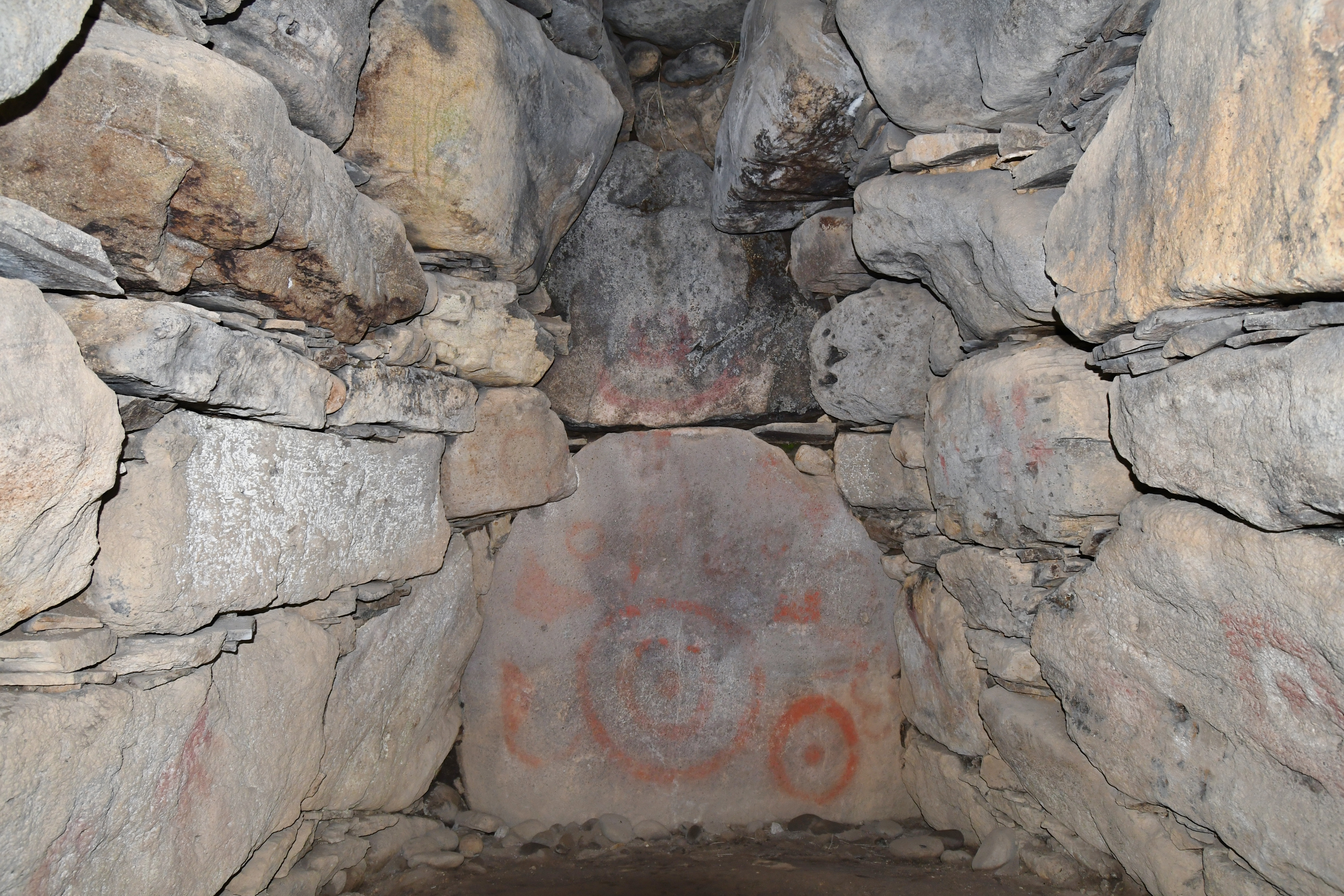
玄室奥壁の装飾
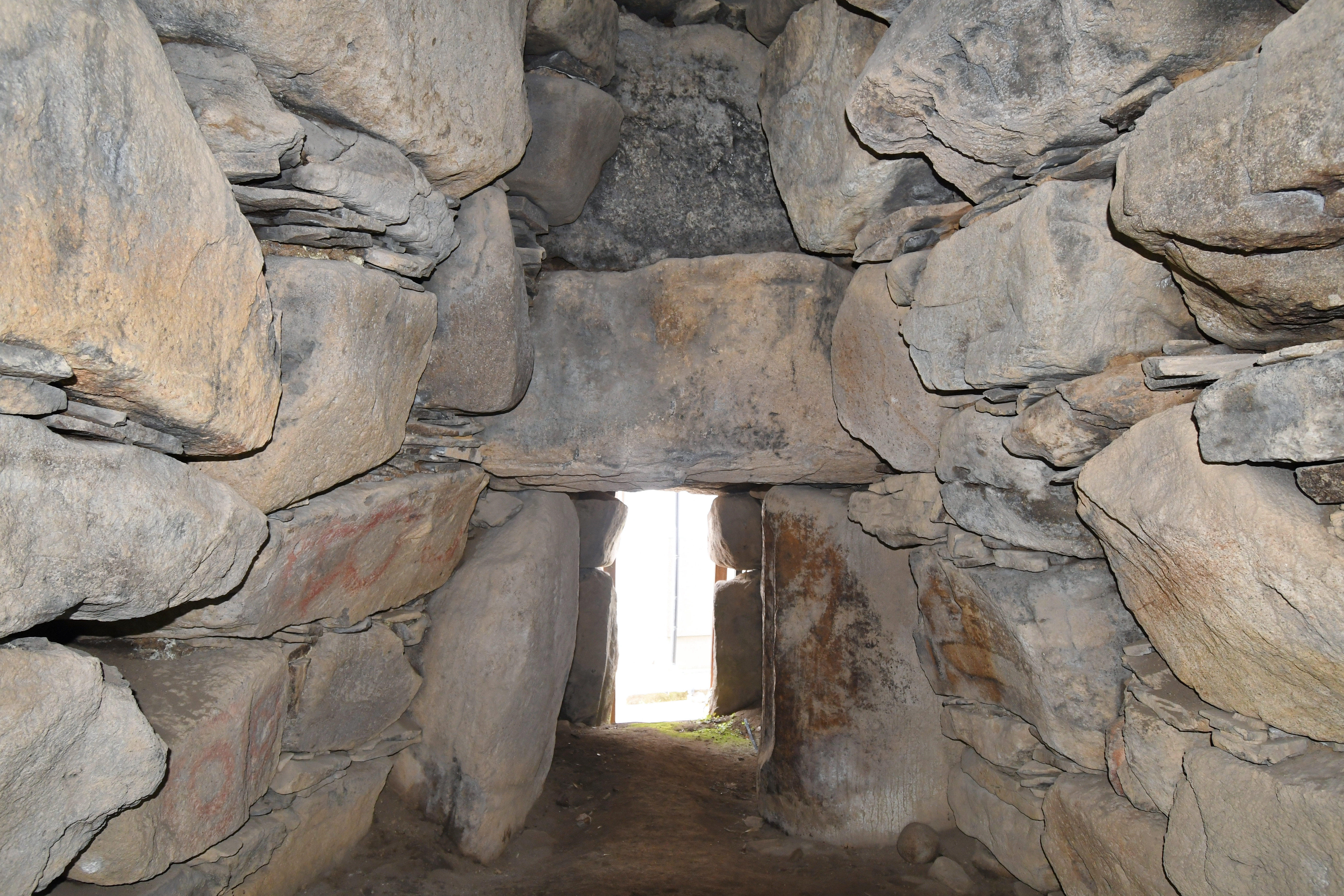
玄室（開口部方向）
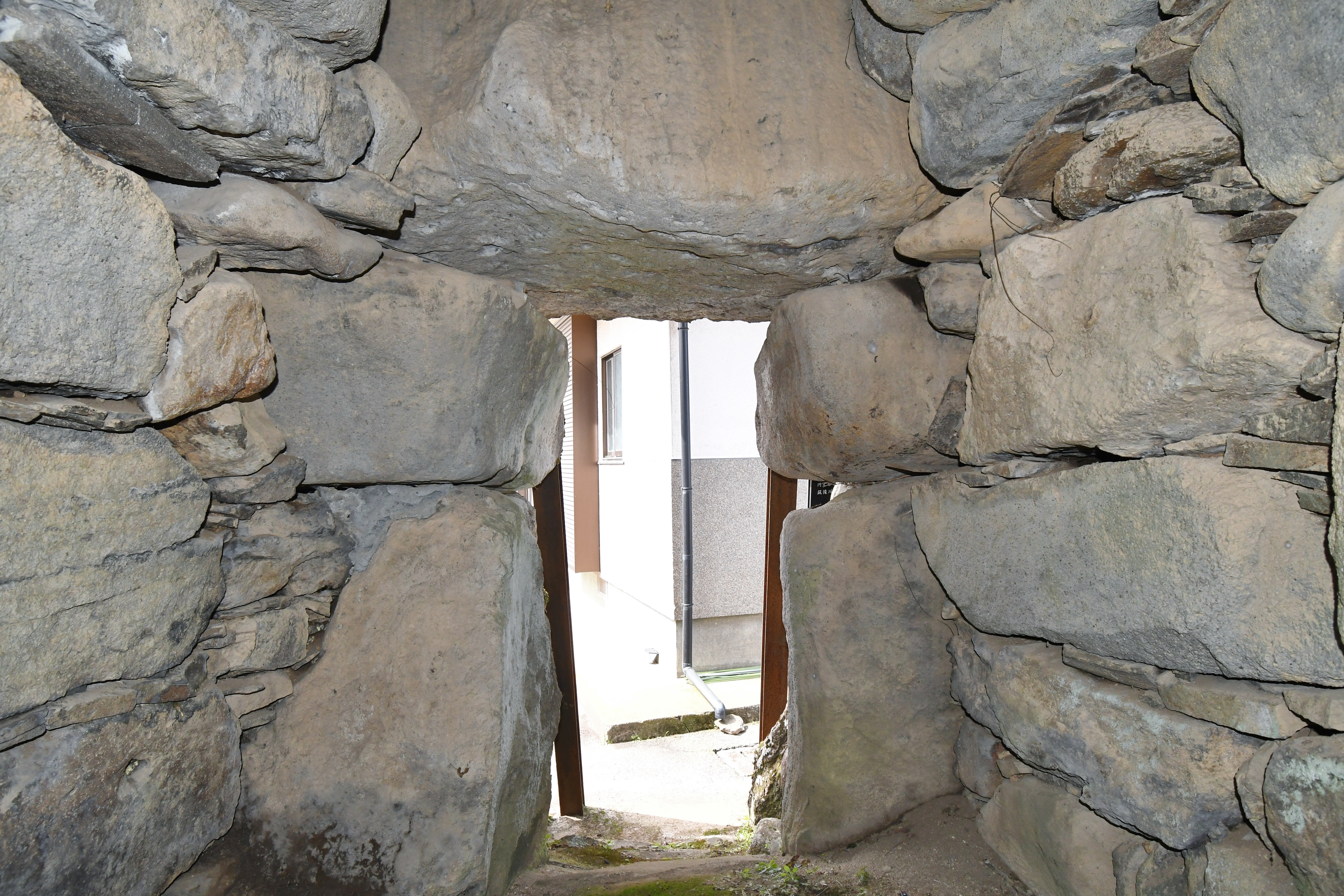
前室（開口部方向）
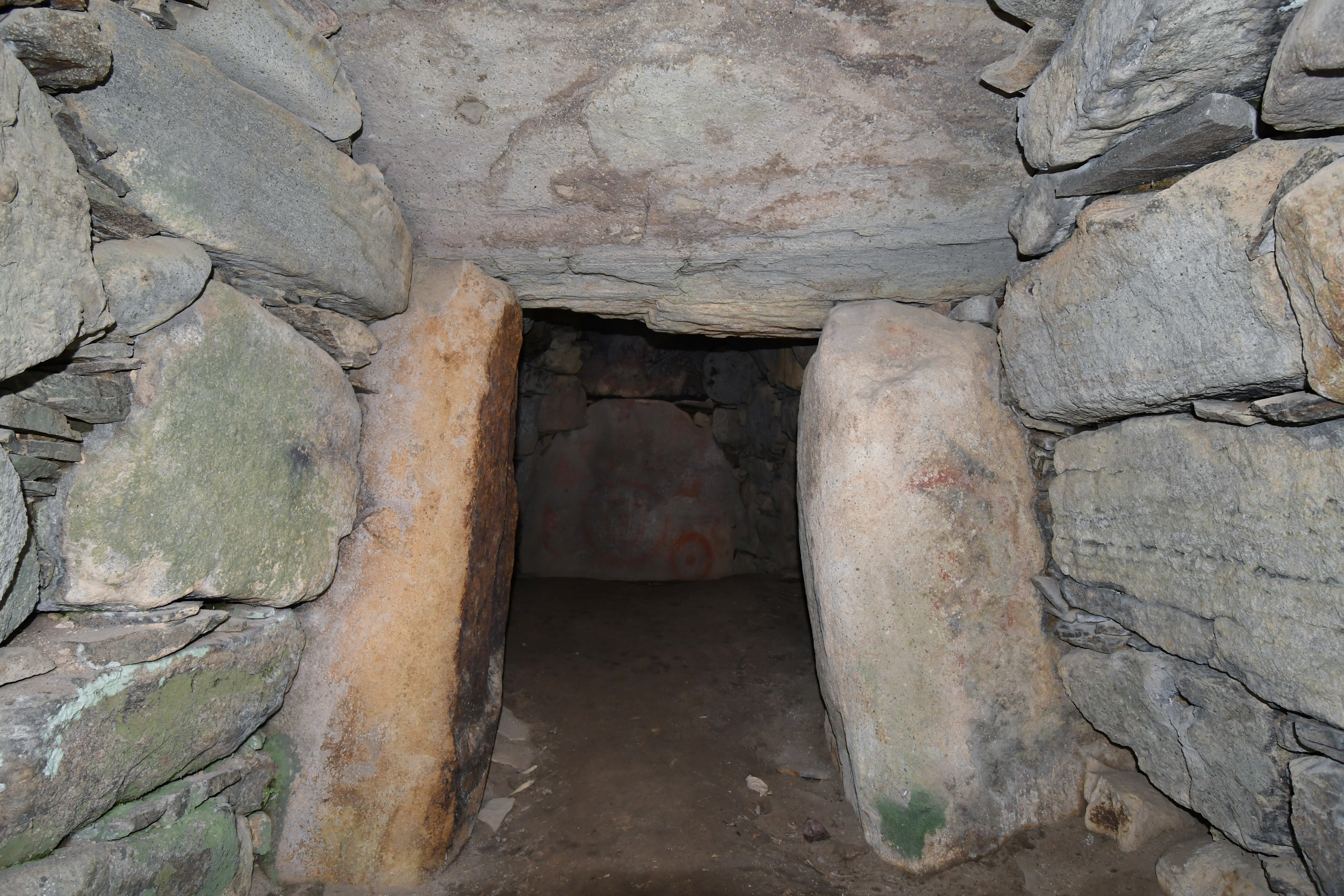
前室（玄室方向）
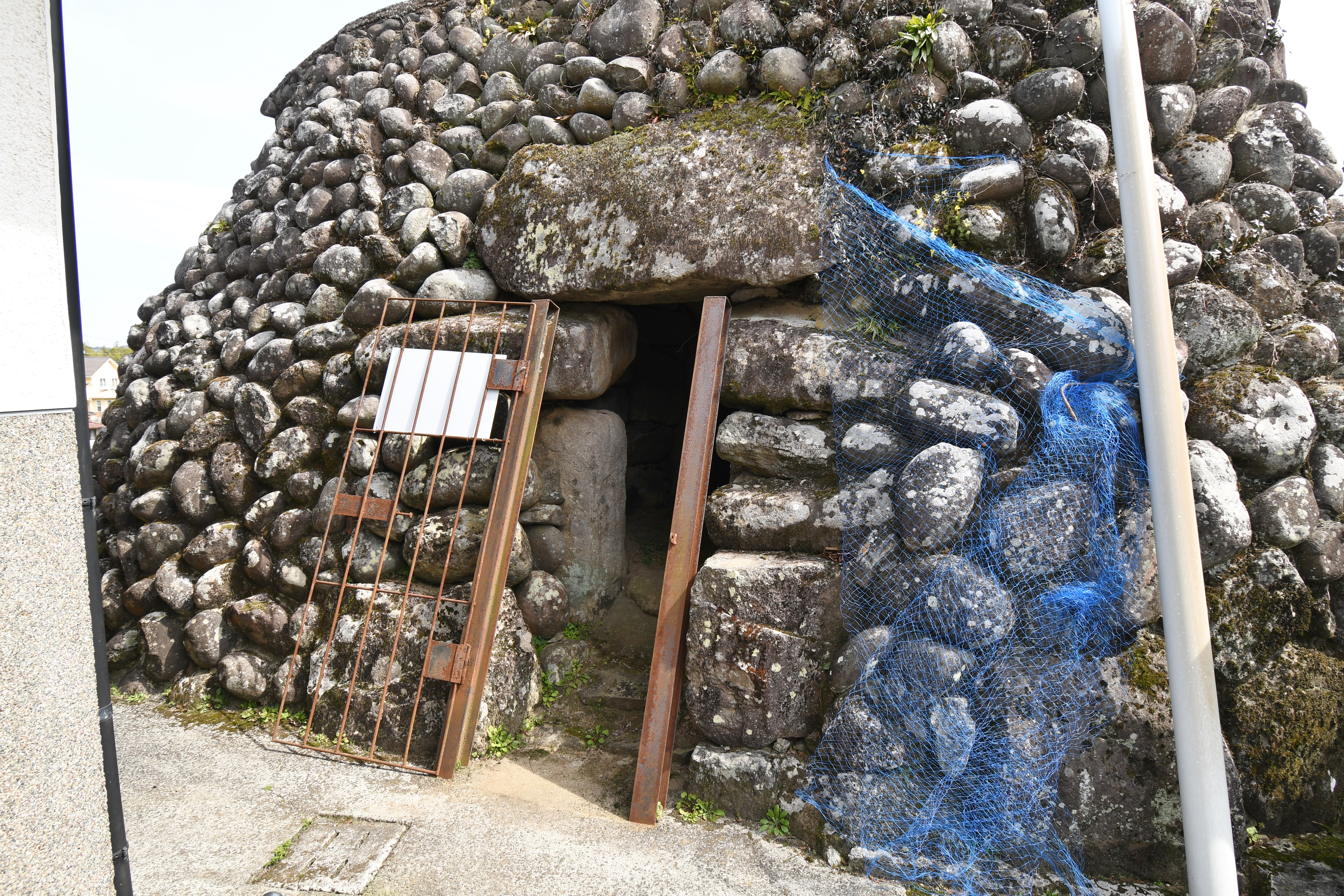
開口部

## 文化財

### 大分県指定文化財
- 史跡
  - 鬼塚古墳 - 1953年（昭和28年）4月20日指定。

## 関連文献
（記事執筆に使用していない関連文献）
- 『大分の装飾古墳』大分県教育委員会〈大分県文化財調査報告書第92輯〉、1995年。